# Jon Voight
Jonathan Vincent "Jon" Voight, född 29 december 1938 i Yonkers, New York, är en amerikansk skådespelare. Han fick sitt stora genombrott i rollen som den naiva manliga prostituerade Joe Buck i Midnight Cowboy (1969) vilket gav honom en Oscarsnominering. Voight skulle även bli nominerad för sina roller i Runaway Train (1985), Ali (2001) och Hemkomsten (1978). För Hemkomsten vann han för Bästa manliga huvudroll. Bland Voights övriga filmroller märks Den sista färden (1972), Heat (1995), Mission: Impossible (1996) och Regnmakaren (1997). Bland TV-serier märks Pope John Paul II (2005), 24 (2009) och Roy Donovan (2013-2022).
På senare år har han mestadels medverkat i sågade filmer och vann priset Golden Raspberry Awards för Sämsta skådespelare, vilket placerade honom i Guiness Rekordbok som den äldsta att någonsin mottaga priset. Sedan den 16 januari 2025 innehar han ämbetet Special ambassadör i Hollywood, som "ska göra Hollywood starkare än någonsin", under presidenten Donald Trump. Vad uppdraget innefattar eller hur det ska genomföras är inte specificerat.

## Biografi

### Uppväxt
Jon Voight föddes i Yonkers som son till Barbara Kamp och Elmer Voight. Hans far var professionell golfare. Han har också två bröder, Barry som är en ansedd geolog och James Wesley, även känd som Chip Taylor, en artist och låtskrivare som bland annat skrivit låtarna "Wild Thing" and "Angel of the Morning". Familjen är av slovakisk och tysk härkomst och genom sin mor var han släkt med den politiska aktivisten Joseph P. Kamp.
Voight uppfostrades katolskt och gick i en katolsk pojkskola i White Plains där han först blev intresserad av skådespelande. Efter sin examen 1956 började han studera konst på Catholic University of America i Washington D.C. Han examinerades med en Filosofie kandidat 1960. Han flyttade sedan till New York för att jaga en skådespelarkarriär och skrev in sig på skolan Neighborhood Playhouse School of the Theatre där han hade skådespelaren Sanford Meisner som lärare.

### Tidiga roller och genombrott
Voight fick sin första roll i en revy som hette O, Oysters 1961 och fick samma höst sin Broadwaydebut som Rolf i musikalen Sound of Music. Han fick sin TV-debut med serien Naked City (1963) och fick flera småroller i serier som Försvarsadvokaterna (1963), 12 O'Clock High (1966), Cimarron Strip (1968) och flera avsnitt i Krutrök (1966-1968). Samtidigt fortsatte han i teatern där han fick uppmärksamhet för sin roll som Rodolfo i en off-Broadway uppsättning av Utsikt från en bro 1965. Han medverkade också i Shakespeare pjäserna Stormen och Romeo och Julia, 1966. Voights filmdebut blev som titelkaraktären i komedin Fearless Frank (1967). Samma år hade han också en mindre roll i Sheriffen i Tombstone.
Voight fick sitt stora genombrott i rollen som den naiva manliga prostituerade Joe Buck i Midnight Cowboy (1969). Hans karaktär hamnar i förmyndarskap under fifflaren Ratso Rizzo spelad av Dustin Hoffman. Voight fick rollen till stora delar eftersom han gladeligen gick med på fackets minimumlön. Michael Sarrazin hade först fått rollen men kunde inte ta sig ur ett annat kontrakt. Harrison Ford sökte också rollen. Filmen blev kritikerrosad och banbrytande då den på Oscarsgalan vann Bästa film som den första barnförbjudna filmen att vinna priset. Både Hoffman och Voight Oscarnominerades också för sina roller men förlorade mot John Wayne. Filmen är också bevarad i USA:s kongressbibliotek för sin kulturella, historiska och estetiska betydelse. Filmen Out of It (1969) regisserad av Paul Williams spelades in innan Midnight Cowboy men fick premiär efter.

### Fler hyllade roller
Voight återförenades med regissören Paul Williams redan i The Revolutionary (1970) och skulle samma år medverka i Mike Nichols filmadaption på Moment 22 baserad på romanen med samma namn av Joseph Heller. Gene Hackman, Lee Marvin och Jack Nicholson var samtliga påtänkta till rollen som Ed Gentry i John Boormans Den sista färden (1972). Rollen gick istället till Voight som tillsammans med Burt Reynolds hyllades av kritiker för sina insatser. Los Angeles Times skrev att filmen bars av de två skådespelarna. Voight blev också nominerad för Bästa manliga huvudroll på Golden Globes. Filmen blev en framgång bland kritiker och blev årets femte mest inkomstmässiga film. Filmen är också bevarad i USA:s kongressbibliotek för sin kulturella, historiska och estetiska betydelse.

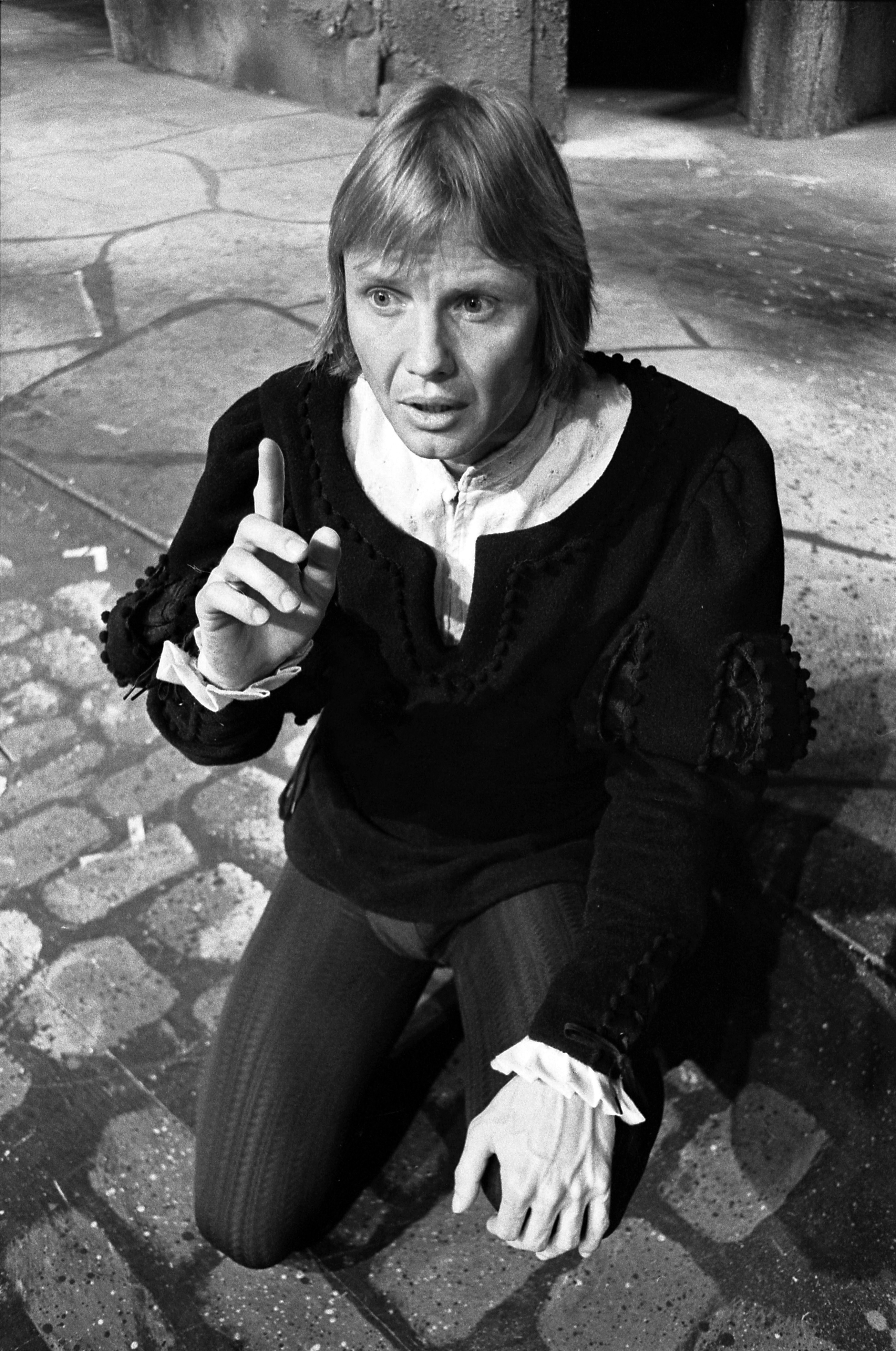
Voight som Hamlet i en uppsättning i The Old Globe i San Diego, 1976.

Voight spelade sedan en riktningslös boxare i The All-American Boy (1973) och skulle samma år synas i rollen som Stanley Kowalski i en uppsättning av Linje lusta i Buffalo, som gick till året efter. Nästa film var Conrack (1974) där Voight spelar titelkaraktären som är en idealistisk ung lärare för utsatta fattiga svarta elever. Filmen baserades på Pat Conroys biografiska roman The Water is Wide och blev väl mottagen. Däremot tyckte kritiker att Voight inte var övertygande i rollen. "Trots Mr. Voights färdigheter så känns lärarkaraktären stel" skrev The New York Times. Samma år medverkade han även i Täcknamn Odessa som fick mediokra recensioner. Voight hyllades dock för sin tyska dialekt. Han spelade mot den schweiziska skådespelaren och regissören Maximilian Schell och medverkade året efter i hans film The Hangman.
Enligt en biografi om Steven Spielberg skriven av Joseph McBride, var Voight första valet för att spela Matt Hooper i Hajen (1975) men han avböjde och rollen gick då till Richard Dreyfuss. I en intervju från 2024 sade dock Voight själv att han hade blivit erbjuden en roll av Spielberg men i en helt annan, mindre framgångsrik film, och att han avböjde för den var en repris på hans roll i Midnight Cowboy. I mars 1976 medverkade Voight i en uppsättning av Hamlet i San Diego. Han medverkade sedan i Hal Ashbys biografiska film Hemkomsten (1978) där han porträtterade den förlamade Vietnamveteranen Luke Martin som baserades på verklighetens Ron Kovic. Filmen blev mycket älskad av publiken och sexscenen med hans motspelerska Jane Fonda blev väl omtalad. De båda mottog en Oscarsvinst för sina insatser. De fick även varsin statyett på Golden Globegalan och Voight blev även prisad vid filmfestivalen i Cannes.
Han spelade i ytterligare en boxningsfilm i Franco Zeffirellis Utmaningen (1979). Den skulle få ett bra internationellt mottagande, men på hemmaplan fick den mediokra recensioner. Voight blev nominerad för en Golden Globe och hans då 9-åriga motspelare Ricky Schroder blev belönad på samma gala.

### Spirituellt uppvaknande och övergång till TV
Voight återförenades med regissören Hal Ashby i komedin Lookin' to Get Out (1982) där Voight även hjälpte till med manuset och agerade producent. Voights sjuåriga dotter Angelina Jolie gjorde även sin skådespelardebut i filmen. Filmen mottogs av dåliga recensioner och spelade in knappt en 1 miljon dollar av filmens kostnad på 17 miljoner dollar. Han skulle också producera och skådespela i sin nästa film Ett bord för fem (1983) som inte heller spelade in sin produktionskostnad. Voight var också klar för att spela huvudrollen i John Cassavetes film Kärleksströmmar (1984) eftersom han spelade rollen i teateruppsättningen i Los Angeles 1981. Men när Voight ett par veckor innan inspelningen också krävde att få regissera filmen fick han sparken och filmens regissör tog rollen istället. Han medverkade sedan tillsammans med Eric Roberts och Rebecca De Mornay i den ryska regissören Andrei Konchalovskys Runaway Train (1985) som baserades på ett manus av Akira Kurosawa. Voight blev hyllad av kritiker för sin insats och mottog en Golden Globe för Bästa manliga huvudroll och blev nominerad till en Oscar i samma kategori.

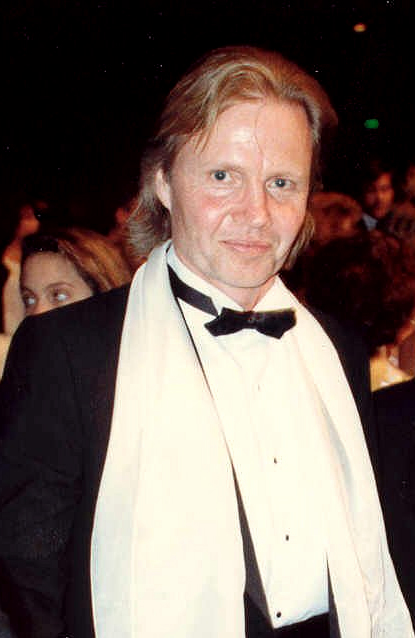
Voight på Oscarsgalan 1988.

Voight följde upp sin hyllade roll med den mediokert mottagna Ökenblom (1986). Under denna period av sitt liv har Voight berättat om att han hade det svårt i sitt liv, med privata relationer och riktningen som karriären började ta och tog på grund av det, en tre år lång paus. Han ska då ha fått ett spirituellt uppvaknande och har även påstått att han pratat med Gud. Efter det var han medförfattare och skådespelare till filmen Eternity (1990) som behandlade ämnena reinkarnation och korruption. Filmen blev både sågad och ett finansiellt misslyckande. Han medverkade sedan i sin första film gjord för TV med Chernobyl: The Final Warning (1991) och följde upp med fler TV-filmer som The Rainbow Warrior (1992) och Den siste krigaren (1992).
Under resten av 1990-talet skulle han växla mellan TV och film och medverkade också i TV-serier som western Return to Lonesome Dove (1993) som var en fortsättning på serien Den långa färden där Voight tagit över Tommy Lee Jones roll. Han medverkade också som sig själv i ett avsnitt av den populära serien Seinfeld (1994) i avsnittet "The Mom & Pop Store" i vilken karaktären George Costanza köper en bil som verkar ha varit ägd av Voight. En händelse som ska ha varit baserad på en av författarnas erfarenhet som faktiskt bad Voight bekräfta om han någonsin ägt bilen. Det hade han aldrig gjort.
Voight spelade den sofistikerade hälaren Nate i Michael Mann filmen Heat (1995). På TV fortsatte han i filmerna Convict Cowboy (1995) och The Tin Soldier (1995) där han också regisserade den sistnämnda. Han medverkade sedan tillsammans med Tom Cruise i Mission: Impossible (1996) där han spelar Cruises mentor och chef. En roll som Peter Graves hade i TV-serien som filmen baserades på. 1997 medverkade Voight i inte mindre än fem filmer där enbart familjefilmen Most Wanted ses som ett misslyckande. Både Regnmakeren, regisserad av Francis Ford Coppola och Rosewood skulle få höga betyg av kritiker. Actionfilmen Anaconda blev sågad men skulle bli en stor finansiell succé. Den gav också Voight två nomineringar till Golden Raspberry Awards som Sämsta skådespelare och Sämsta filmpar tillsammans med Anakondan. Den sista filmen för året var Oliver Stones U-Turn som fick ett mediokert mottagande vid tidpunkten men som med åren fått upprättelse.

### Fortsatt växling mellan film och TV
Voight hade en nyckelroll i Tony Scotts politiska thriller Enemy of the State (1998) där han spelade antagonisten bredvid Will Smith. Även i Generalen (1998), där han återförenades med regissören John Boorman hade han en mindre men viktig roll. Han hade sedan huvudrollen i TV-filmen The Fixer (1998). Han porträtterade Noa i TV-serien Noah's Ark (1999) och hade en större roll i coming-of-age filmen Varsity Blues (1999). År 2001 hade Voight ännu ett hektiskt år där han medverkade i fem filmer, i tre av dem skulle han porträttera riktiga personer. Han skulle i den romantiska krigsfilmen Pearl Harbour, porträttera presidenten Franklin D. Roosevelt. En roll han fick efter att Gene Hackman avböjde den. Voight blev hyllad för sin insats och filmen blev en av årets mest inkomstmässiga succéer. I TV-filmen Uprising porträtterade han Major General Jürgen Stroop och skulle bli nominerad för en Emmy Award för Bästa manliga biroll. Han skulle sedan bli Oscarsnominerad för Bästa manliga biroll när han porträtterade sportkommentatorn Howard Cosell i den biografiska filmen om boxaren Muhammed Ali – Ali.  Han skulle samma år även vara fadersfigur till både sin egen dotter Angelina Jolie i TV-spelsfilmen Lara Croft: Tomb Raider och till Ben Stiller i hans komedifilm Zoolander.

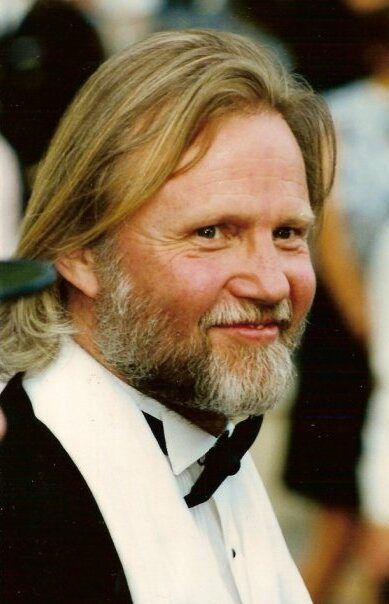
Voight på Cannes filmfestival 1993.

Voight medverkade sedan i en rad TV-filmer som Second String (2002), Jasper, Texas (2003), The Five People You Meet in Heaven (2004) och The Karate Dog (2004). Han medverkade också tillsammans med Denzel Washington och Meryl Streep i den politiska thrillern The Manchurian Candidate (2004). Han skulle sedan ta sig på fadersrollen igen, denna gången åt Nicolas Cage i familjefilmen National Treasure (2004). Voight porträtterade påven Johannes Paulus II i TV-serien Pope John Paul II (2005), en roll han blev nominerad till en Emmy Award för Bästa huvudroll. Han skulle året efter porträttera baskettränaren Adolph Rupp i den biografiska sportfilmen Glory Road. Hans insats kom att bli kontroversiell då filmen handlar om några av de första svarta som fick spela basket på College och man gjorde Rupp till en rasist.
Voight hade sedan huvudrollen i westernfilmen September Dawn (2007) som blev brutalt sågad och ett kommersiellt misslyckande. Samma år medverkade han även i Bratz: The Movie som även den blev sågad. Han repriserade sin roll som Nicolas Cage fader i National Treasure: Hemligheternas bok, även den blev sågad. Han medverkade år 2007 även i science fiction filmen baserad på leksaker, Transformers. Den fick ett mediokert mottagande bland kritiker men blev årets femte mest inkomstbringande film. Voight för samtliga sina roller 2007 nominerad till Sämsta manliga biroll på Golden Raspberry Awards.
Voight hade även ett hektiskt år 2008 där han först syntes tillsammans med Edward Norton och Colin Farrell i Pride and Glory som fick mycket kritik för sin stereotypiska nidbild av dominikanska amerikaner. Han medverkade också i den konservativa satiriska komedin Big Fat Important Movie som blev brutalt sågad av kritiker och ett kommersiellt misslyckande. Han hade också en kort cameo i Tropic Thunder och syntes i julfilmen Borta bäst, hemma värst bredvid Vince Vaughn och Reese Witherspoon. Året avslutades med TV-filmen 24: Redemption som var en inledning till den sjunde säsongen av serien 24 (2009) där han fortsatte i 11 avsnitt.

### Vidare karriär

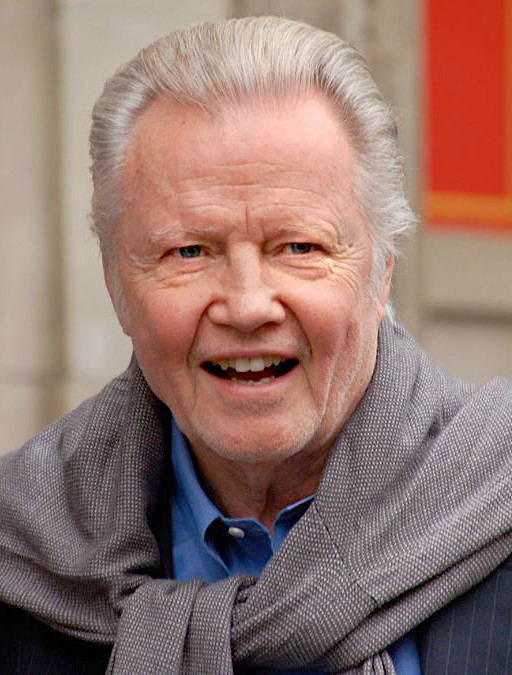
Voight 2013.

Voight började 2013 medverka i TV-serien Ray Donovan som Mickey Donovan, titelkaraktärens far, en roll han fick mycket beröm för av kritiker. Serien pågick fram till 2020 i sju säsonger och avslutades med en långfilm 2022. Rollen nominerade honom till två Golden Globes varav han vann den 2014. Han blev också nominerad för två Primetime Emmy Awards. Under seriens gång fortsatte han synas i film men de var till största del sågade och finansiella misslyckanden. De fick inte heller någon uppmärksamhet från media. Undantagen var det kristna sportdramat Woodlawn (2015) och Harry Potter prequeln Fantastiska vidunder och var man hittar dem (2016). Han medverkade också i dokumentärer som skulle få bra mottagande som till exempel Desperate Souls, Dark City and the Legend of Midnight Cowboy (2022) som visade bakom kulisserna på inspelningen av Midnight Cowboy.
Voight medverkade i Mercy (2023) som blev brutalt sågad. På recensionssidan Rotten Tomatoes har den ett ovanligt 0% i betyg. För sin insats skulle han vinna sin första Sämsta skådespelare på Golden Raspberry Awards. Han hamnade dessutom som då 85-åring i Guiness Rekordbok som den äldsta skådespelare att någonsin vinna priset. År 2024 hade Voight ännu ett hektiskt år där han medverkade i fem sågade och kommersiellt misslyckande filmer däribland Shadow Land, Strangers och The Painter som antingen innehar 0% eller inget betyg alls på Rotten Tomatoes.
Han skulle också spela rysk agent i biografin Reagan, om presidenten Ronald Reagan. Hans karaktär var en sammansättning av flera ryska agenter från verkligheten. Även den blev brutalt sågad av kritiker och skulle också hånas för sin glorifierande vinkel på presidenten, samt för att väldigt lite i filmen var sant. Även den sista filmen för 2024 blev hånad, mest på sociala medier. Francis Ford Coppolas sciencefictionfilm Megalopolis fick annars ett mediokert mottagande från kritiker. För samtliga insatser under 2024 vann han Sämsta biroll på Golden Raspberry Awards.

## Privatliv
Voight gifte sig med skådespelerskan Lauri Peters 1962. De träffades när de båda medverkade i musikalen Sound of Music. Paret skilde sig 1967 och 1971 gifte han sig med skådespelaren Marcheline Bertrand. De separerade 1976 och skilde sig 1980. Tillsammans fick de barnen James Haven (född 1973) och Angelina Jolie (född 1975) som båda arbetar inom film som skådespelare och producent. Genom Jolie, har Voight sex barnbarn. Han har aldrig gift om sig efter Bertrand men har haft relationer med Linda Morand, Stacey Pickren, Rebecca De Mornay, Eileen Davidson, Barbra Streisand, Nastassja Kinski och Diana Ross.

### Politisk åskådning
I sina tidiga år hade Voight liberala politiska åsikter och stöttade presidenten John F. Kennedy. Han har bland annat beskrivit mordet på presidenten som traumatiserande. Tillsammans med Jane Fonda, Tina Sinatra och Cicely Tyson arbetade han för att den demoktratiska senatorn George McGovern presidentkampanj där de hjälpte till med röstregistrering i Los Angeles. Han var också aktiv i protester mot Vietnamkriget. Under 1970-talet gjorde han offentliga framträdanden tillsammans med Jane Fonda och Leonard Bernstein för att stötta vänsterpartiet Unidad Popular i Chile.
28 juli 2008 publicerades en krönika i The Washington Post skriven av Voight där han förklarade att han ångrade sina antikrigsprotester och påstod att fredsrörelsen drevs av "marxistisk propaganda". Vidare påstod han att de radikala i rörelsen ansvarar för att kommunism fick makt i Vietnam och Kambodja och för massmorden av de 1,5 miljoner som dog i Dödens fält. I samma krönika kritiserade han det demokratiska partiet och Barack Obamas handlingssätt för att bli president. Han påstod att de hade skapat "en propagandakampanj med subtila meddelanden, skapat en gudaliknande figur (Obama) som kommer demoralisera landet och göra det socialistiskt." Han påstod även att Obama hade växt upp och skolats av väldigt aggressiva militanta svarta och vita människor.

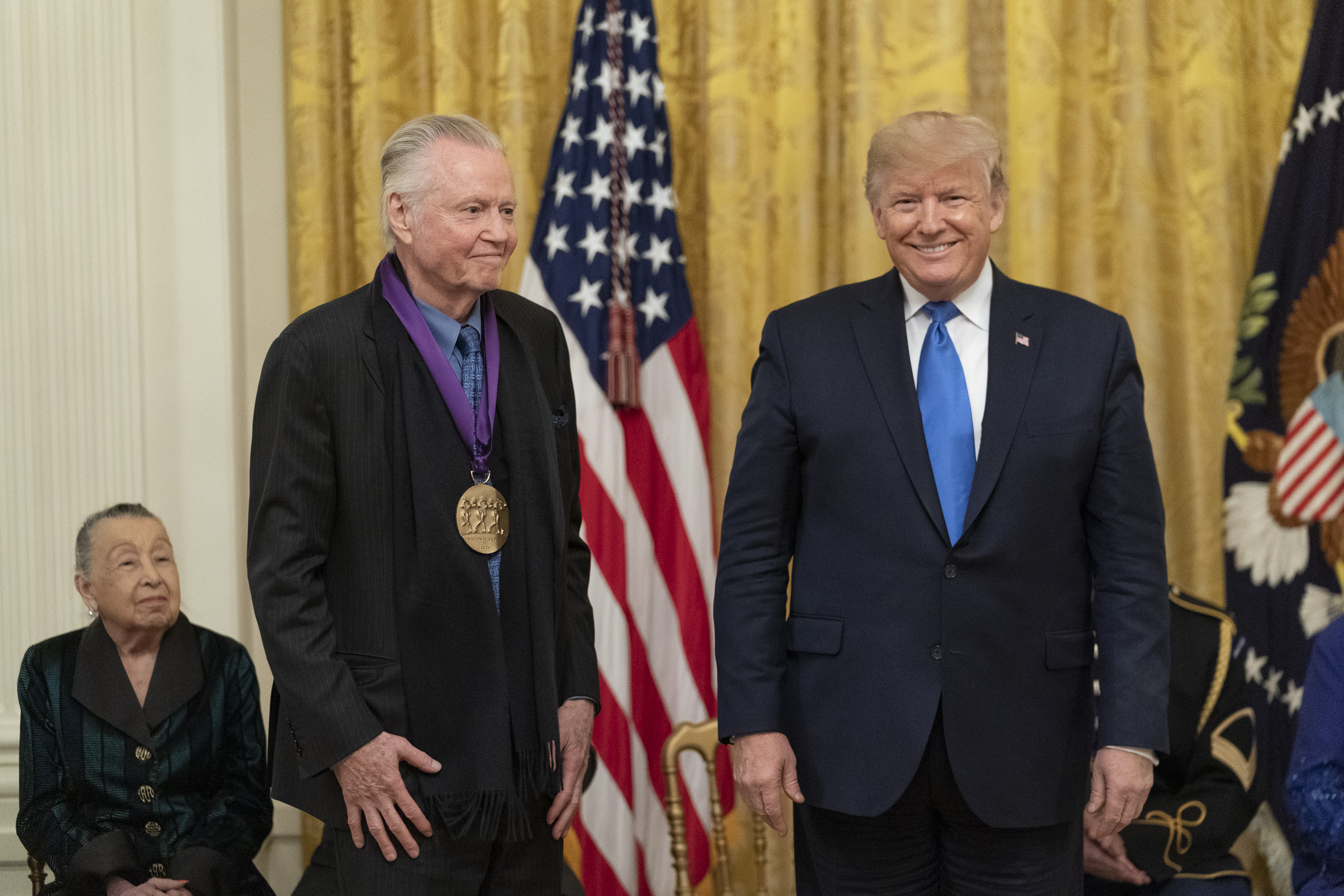
Voight med Donald Trump efter att ha mottagit National Medal of Arts, 2019.

Voight stöttade sedan republikanen Mitt Romney i presidentvalet 2012 och Donald Trump i presidentvalet 2016. Under Trumps installation höll Voight ett tal och sade: "Gud svarade alla våra böner". I Maj 2019 lade Voight upp en video på Twitter där han sade att Trump är: "den bästa presidenten sedan Abraham Lincoln." Samma år mottog Voight priset National Medal of Arts av president Trump.
Efter det amerikanska presidentvalet 2020 gjorde Voight ett uttalande där han riktade ilska mot att Joe Biden hade vunnit valet över Trump. Han påstod att Biden hade vunnit genom valfusk och tyckte att landet var "i sitt viktigaste slag sedan inbördeskriget – slaget mellan de rättfärdiga och satan, för att vänstern är onda, korrupta och vill riva ner nationen." Han avslutade sitt uttalande med att bönfalla sina följare att inte låta valresultatet verifieras utan att kräva att det säkerställs. Efter stormningen av Kapitolium den 6 januari 2021 släppte Voight en video på sin Twitter där han bad följare att upphöra med sina protester.
Efter skolskjutningen i Uvalde i Texas 2022 lade Voight upp en video där han tyckte att vapenlagarna skulle skärpas i USA genom att införa krav på kvalifikationer och prov. I november 2023 gjorde Voight ett officielt uttalande om sin besvikelse på sin dotter Angelina Jolie för hennes syn på kriget mellan Hamas och Israel där hon krävde vapenvila. Voight tyckte däremot att Israel hade rätt att försvara sig och påstod att kriget handlade om att bevara det Heliga landet och det judiska folkslaget. Voight anklagade sin dotter för att sprida desinformation vilket ledde till att hon avsade kontakten med sin far. Jolie har nämnt flera gånger att hon inte uppskattar att hennes far pratar om hennes privatliv offentligt.
Voight stöttade återigen Donald Trump i presidentvalet 2024. Den 16 januari 2025 utnämnde Trump Voight, Mel Gibson och Sylvester Stallone till specialambassadörer i Hollywood. Ämbetet ska enligt presidenten gå ut på att göra "Hollywood starkare än någonsin" och ta tillbaka "förlorade affärer från utlandet". Ingen av skådespelarna hade någon aning om sina tilldelade roller förrän Trump gjorde uttalandet. Det är också oklart vad deras ämbete innebär, vad deras uppdrag innefattar och hur det ska genomföras.

## Filmografi

### Film
| År   | Titel                                                        | Roll                                         | Notering                               |
| ---- | ------------------------------------------------------------ | -------------------------------------------- | -------------------------------------- |
| 1967 | Fearless Frank                                               | Fearless Frank                               |                                        |
| 1967 | Sheriffen i Tombstone                                        | Bill 'Curly Bill' Brocius                    |                                        |
| 1969 | Midnight Cowboy                                              | Joe Buck                                     |                                        |
| 1969 | Out of It                                                    | Russ                                         |                                        |
| 1970 | Moment 22                                                    | Löjtnant Milo Minderbinder                   |                                        |
| 1970 | The Revolutionary                                            | A                                            |                                        |
| 1972 | Den sista färden                                             | Ed Gentry                                    |                                        |
| 1973 | The All-American Boy                                         | Vic Bealer                                   |                                        |
| 1974 | Conrack                                                      | Pat Conroy                                   |                                        |
| 1974 | Täcknamn Odessa                                              | Peter Miller                                 |                                        |
| 1975 | The Hangman                                                  | Walter Tschanz                               | Gick enbart upp på Västtyska biografer |
| 1978 | Hemkomsten                                                   | Luke Martin                                  |                                        |
| 1979 | Utmaningen                                                   | Billy Flynn                                  |                                        |
| 1982 | Lookin' to Get Out                                           | Alex Kovac                                   | Även manus och producent               |
| 1983 | Ett bord för fem                                             | J.P. Tannen                                  | Även producent                         |
| 1985 | Runaway Train                                                | Oscar 'Manny' Manheim                        |                                        |
| 1986 | Ökenblom                                                     | Jack Chismore                                |                                        |
| 1990 | Eternity                                                     | Edward / James                               | Även manus                             |
| 1991 | Chernobyl: The Final Warning                                 | Dr. Robert Gale                              | TV-film                                |
| 1992 | The Rainbow Warrior                                          | Peter Willcox                                | TV-film                                |
| 1992 | Den siste krigaren                                           | Professor Alfred Kroeber                     | TV-film                                |
| 1995 | The Tin Soldier                                              | Yarik                                        | TV-film, även regissör                 |
| 1995 | Heat                                                         | Nate                                         |                                        |
| 1995 | Convict Cowboy                                               | Ry Weston                                    | TV-film                                |
| 1996 | Mission: Impossible                                          | Jim Phelps                                   |                                        |
| 1997 | Regnmakaren                                                  | Leo F. Drummond                              |                                        |
| 1997 | Rosewood                                                     | John Wright                                  |                                        |
| 1997 | Anaconda                                                     | Paul Serone                                  |                                        |
| 1997 | U-Turn                                                       | Blind Man                                    |                                        |
| 1997 | Most Wanted                                                  | General Adam Woodward / Lt. Col. Grant Casey |                                        |
| 1998 | Enemy of the State                                           | Thomas Brian Reynolds                        |                                        |
| 1998 | The Fixer                                                    | Jack Killoran                                | TV-film, även producent                |
| 1998 | Generalen                                                    | Ned Kenny                                    |                                        |
| 1999 | Små genier                                                   | Okänd                                        | Även producent                         |
| 1999 | Varsity Blues                                                | Coach Bud Kilmer                             |                                        |
| 1999 | A Dog of Flanders                                            | Michael La Grande                            |                                        |
| 2000 | The Princess & the Barrio Boy                                | Okänd                                        | TV-film, även producent                |
| 2001 | Zoolander                                                    | Larry Zoolander                              |                                        |
| 2001 | Uprising                                                     | Major General Jürgen Stroop                  | TV-film                                |
| 2001 | Lara Croft: Tomb Raider                                      | Lord Richard Croft                           |                                        |
| 2001 | Pearl Harbor                                                 | Franklin D. Roosevelt                        |                                        |
| 2001 | Ali                                                          | Howard Cosell                                |                                        |
| 2002 | Second String                                                | Head Coach Chuck Dichter                     | TV-film                                |
| 2003 | Ett hål om dagen                                             | Marion Seville / Mr Sir                      |                                        |
| 2003 | Jasper, Texas                                                | Sheriff Billy Rowles                         | TV-film                                |
| 2004 | Superbabies: Baby Geniuses 2                                 | Bill Biscane / Kane                          |                                        |
| 2004 | The Five People You Meet in Heaven                           | Eddie                                        | TV-film                                |
| 2004 | The Manchurian Candidate                                     | Senator Thomas Jordan                        |                                        |
| 2004 | The Karate Dog                                               | Hamilton Cage                                | TV-film                                |
| 2004 | National Treasure                                            | Patrick Gates                                |                                        |
| 2006 | Glory Road                                                   | Adolph Rupp                                  |                                        |
| 2007 | September Dawn                                               | Jacob Samuelson                              |                                        |
| 2007 | Transformers                                                 | Mr. John Keller                              |                                        |
| 2007 | Bratz: The Movie                                             | Principal Dimly                              |                                        |
| 2007 | National Treasure: Hemligheternas bok                        | Patrick Henry Gates                          |                                        |
| 2008 | Pride and Glory                                              | Assistant Chief Francis Tierney Sr.          |                                        |
| 2008 | Borta bäst, hemma värst                                      | Creighton                                    |                                        |
| 2008 | 24: Redemption                                               | Jonas Hodges                                 | TV-film                                |
| 2008 | Big Fat Important Movie                                      | George Washington                            |                                        |
| 2008 | Tropic Thunder                                               | Sig själv                                    | Cameo                                  |
| 2011 | Beatles Stories                                              | Sig själv                                    | Dokumentär                             |
| 2012 | Casting By                                                   | Sig själv                                    | Dokumentär                             |
| 2012 | Pablo                                                        | Sig själv                                    | Dokumentär                             |
| 2012 | Beyond                                                       | Jon Koski                                    |                                        |
| 2013 | Baby Geniuses: Baby Squad Investigators                      | Taxichaufför                                 |                                        |
| 2013 | Getaway                                                      | Mystisk röst                                 |                                        |
| 2013 | Dracula: The Dark Prince                                     | Leonardo Van Helsing                         |                                        |
| 2014 | Baby Geniuses and the Treasure of Egypt                      | Moriarty                                     |                                        |
| 2014 | Deadly Lessons                                               | Dr. Crazx                                    | Inspelad 2006.                         |
| 2014 | The Final Song                                               | Okänd                                        | Även producent                         |
| 2015 | Woodlawn                                                     | Paul 'Bear' Bryant                           |                                        |
| 2015 | Baby Geniuses and the Space Baby                             | Moriarty                                     |                                        |
| 2016 | Fantastiska vidunder och var man hittar dem                  | Henry Shaw Sr.                               |                                        |
| 2016 | J.L. Family Ranch                                            | John Landsburg                               | TV-film                                |
| 2016 | American Wrestler: The Wizard                                | Principal Skinner Sr.                        |                                        |
| 2017 | Same Kind of Different as Me                                 | Earl Hall                                    |                                        |
| 2018 | Surviving the Wild                                           | Grandfather Gus                              |                                        |
| 2018 | Orphan Horse                                                 | Ben Crowley                                  |                                        |
| 2019 | Love, Antosha                                                | Sig själv                                    | Dokumentär                             |
| 2020 | J.L. Family Ranch: The Wedding Gift                          | John Landsburg                               | TV-film                                |
| 2020 | Roe v. Wade                                                  | Warren E. Burger                             |                                        |
| 2022 | Dangerous Game: The Legacy Murders                           | Ellison Betts                                |                                        |
| 2022 | Ray Donovan: The Movie                                       | Mickey Donovan                               | TV-film                                |
| 2022 | Desperate Souls, Dark City and the Legend of Midnight Cowboy | Sig själv                                    | Dokumentär                             |
| 2023 | Mercy                                                        | Patrick Quinn                                |                                        |
| 2024 | The Painter                                                  | Byrne                                        |                                        |
| 2024 | Megalopolis                                                  | Hamilton Crassus III                         |                                        |
| 2024 | Shadow Land                                                  | Robert Wainwright                            |                                        |
| 2024 | Reagan                                                       | Viktor Petrovich                             |                                        |
| 2024 | Strangers                                                    | Richard                                      |                                        |
| 2025 | Man with No Past                                             | Sanborn                                      |                                        |

### TV
| År        | Titel                   | Roll                                    | Notering                                       |
| --------- | ----------------------- | --------------------------------------- | ---------------------------------------------- |
| 1963      | Naked City              | Victor Binks                            | Avsnitt: "Alive and Still a Second Lieutenant" |
| 1963      | Försvarsadvokaterna     | Cliff Wakeman                           | 2 avsnitt                                      |
| 1966      | Summer Fun              | Okänd                                   | Avsnitt: "Kwimpers of New Jersey"              |
| 1966      | NET Playhouse           | Okänd                                   | Avsnitt: "A Sleep of Prisoners"                |
| 1966      | 12 O'Clock High         | Captain Karl Holtke                     | Avsnitt: "Graveyard"                           |
| 1966-1968 | Krutrök                 | Steven Downing / Cory / Petter Karlgren | 3 avsnitt                                      |
| 1967      | Coronet Blue            | Peter Wicklow                           | Avsnitt: "The Rebels"                          |
| 1967      | N.Y.P.D.                | Adam                                    | Avsnitt: "The Bombers"                         |
| 1968      | Cimarron Strip          | Bill Mason                              | Avsnitt: "Without Honor"                       |
| 1993      | Return to Lonesome Dove | Kapten Woodrow F. Call                  | 4 avsnitt                                      |
| 1994      | Seinfeld                | Sig själv                               | Avsnitt: "The Mom & Pop Store"                 |
| 1999      | Noah's Ark              | Noa                                     | 2 avsnitt                                      |
| 2001      | Jack och bönstjälken    | Sigfriend 'Siggy' Mannheim              | 2 avsnitt                                      |
| 2005      | Pope John Paul II       | Johannes Paulus II                      | 2 avsnitt                                      |
| 2009      | 24                      | Jonas Hodges                            | 11 avsnitt                                     |
| 2010      | Lone Star               | Clint Thatcher                          | 5 avsnitt                                      |
| 2013-2020 | Ray Donovan             | Mickey Donovan                          | 82 avsnitt                                     |

### Teater
| År        | Titel                   | Roll             | Teater                           |
| --------- | ----------------------- | ---------------- | -------------------------------- |
| 1961      | O, Oysters              | Ej specificerat  | D'Lugoffs Village Gate, New York |
| 1961      | Sound of Music          | Rolf Gruber      | Lunt-Fontanne Theatre, New York  |
| 1966      | Stormen                 | Ariel            | The Old Globe, San Diego         |
| 1966      | Romeo och Julia         | Romeo            | The Old Globe, San Diego         |
| 1967      | That Summer - That Fall | Steve            | Helen Hayes Theatre, New York    |
| 1973-1974 | Linje Lusta             | Stanley Kowalski | Studio Arena Theater, Buffalo    |
| 1975      | The Hashish Club        | Enbart producent | Bijou Theatre, New York          |
| 1976      | Hamlet                  | Prins Hamlet     | The Old Globe, San Diego         |
| 1981      | Kärleksströmmar         | Robert Harmon    | North Citrus Avenue, Los Angeles |
| 1992      | Måsen                   | Trigorin         | Lyceum Theatre, New York         |